# Sytse Dekama

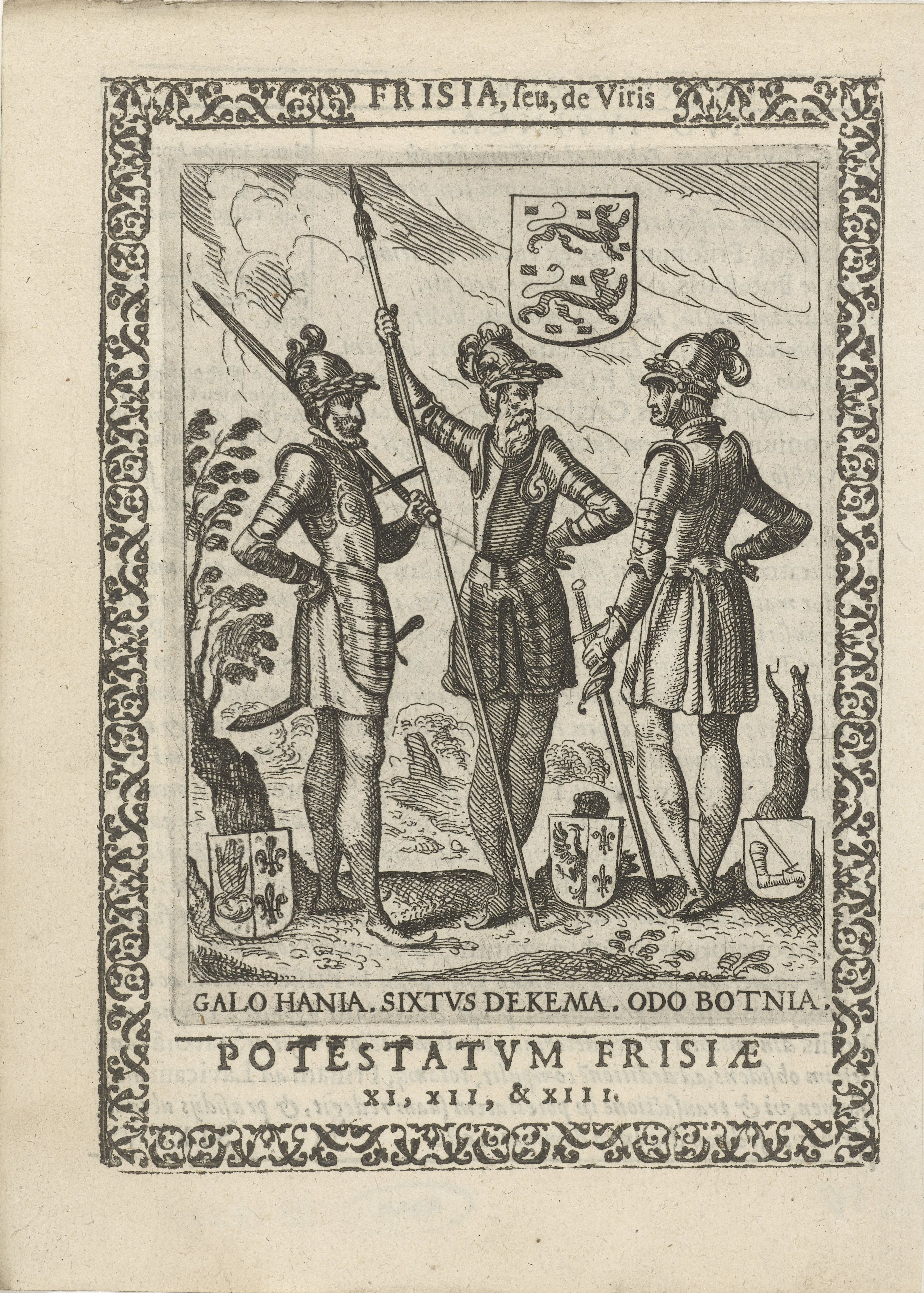
V.l.n.r Gale Hania, Sytse Dekama en Odo Botnia, potestaten van Friesland
(door Pieter Feddes van Harlingen).

Sytse Dekama (evenals zijn opvolger Gale Hania afkomstig uit Weidum, gekozen rond 1397) was de twaalfde potestaat van Friesland, die heerste in de tijd van de godsdienstige twisten tussen de Schieringers en de Vetkopers. Er is weinig bekend over Sytse Dekama, alleen de geschiedschrijver Occo Scarlensis maakt melding van Dekama.  